# NGC 2914
NGC 2914 is een balkspiraalstelsel in het sterrenbeeld Leeuw. Het hemelobject werd op 3 maart 1786 ontdekt door de Duits-Britse astronoom William Herschel.

## Synoniemen
- UGC 5096
- MCG 2-25-6
- ZWG 63.10
- Arp 137
- NPM1G +10.0186
- PGC 27185